# Lepanus occidentalis
Lepanus occidentalis är en skalbaggsart som beskrevs av Matthews 1974. Lepanus occidentalis ingår i släktet Lepanus och familjen bladhorningar. Inga underarter finns listade i Catalogue of Life.